# 1873 en science
| Années de la science : 1870 - 1871 - 1872 - 1873 - 1874 - 1875 - 1876    |
| Décennies de la science : 1840 - 1850 - 1860 - 1870 - 1880 - 1890 - 1900 |

Cet article présente les faits marquants de l'année 1873 en science.

## Événements

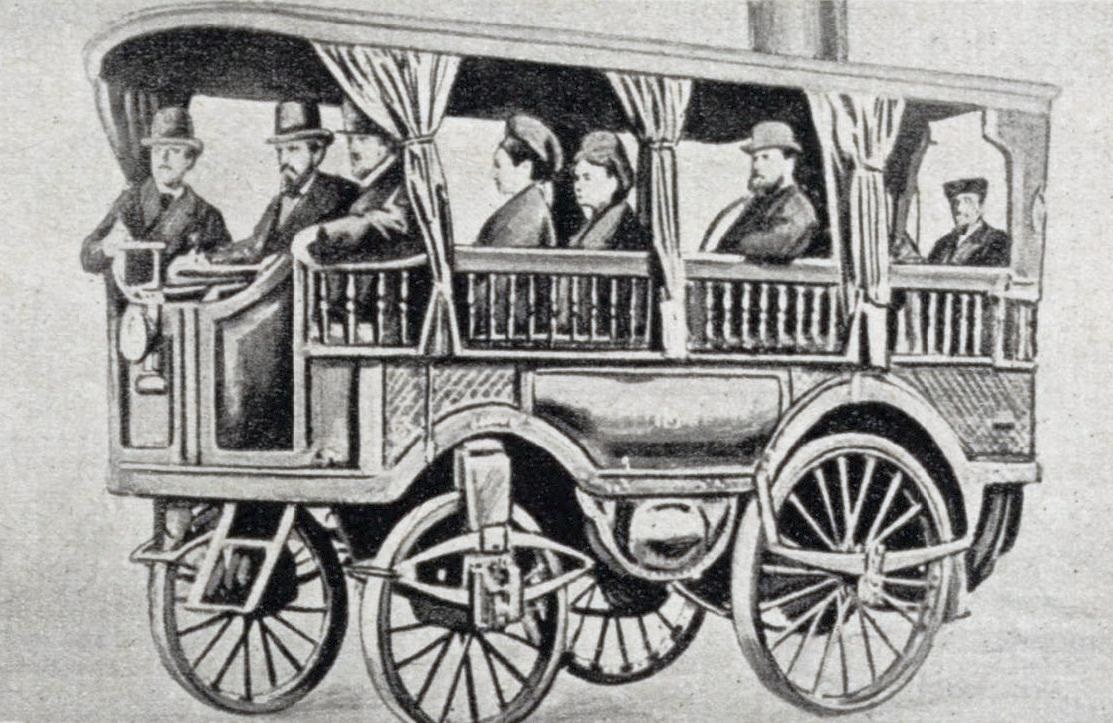
L'Obéissante, d'Amédée Bollée

- 28 avril : l'inventeur français Amédée Bollée dépose un brevet concernant une voiture automobile à vapeur à quatre roues avec une direction avant à double pivot. Le 16 mars il demande au préfet de la Sarthe l'autorisation de faire circuler son véhicule, baptisé L'Obéissante, qu'il obtient le 21 mai, puis le 26 août obtient un permis de circulation pour se rendre à Paris[1].
- 20 mai : l'homme d'affaires américain Levi Strauss et le tailleur Jacob Davis déposent un brevet pour des pantalons de travail (jeans) aux poches renforcées avec des rivets[2].

- 14 juin : Johannes Diderik van der Waals soutient sa thèse de doctorat à l'Université de Leyde intitulée Over de continuiteit van den gas en vloeistoftiestand (De la continuité des états liquides et gazeux). Il expose son équation d'état ainsi que d’autres résultats sur la continuité du passage d'un état gazeux à un état liquide d’un corps[3].

- 1er-16 septembre : premier Congrès météorologique international tenu à Vienne[4]. Il décide la fondation de l'Organisation météorologique internationale.

- L’histologiste Camillo Golgi découvre une méthode utilisant le nitrate d'argent, dite « coloration de Golgi », pour étudier les fibres nerveuses[5]. Il donne son nom à plusieurs parties du système nerveux.
- Le médecin norvégien Gerhard Armauer Hansen identifie le bacille responsable de la lèpre[6].

- Dans son mémoire intitulé Sur la fonction exponentielle, publié dans les Comptes rendus de l'Académie, Charles Hermite démontre que le nombre « e » ne peut être la racine d’aucune autre équation algébrique et en établit la transcendance[7].
- Le physicien britannique Frederick Guthrie découvre l'émission thermoionique[8].

## Publications
- Wilhem Wundt : Éléments de psychologie physiologique.
- James Clerk Maxwell : A treatise on Electricity and Magnetism, dans lequel apparaissent pour la première fois les équations portant son nom.

## Prix
- Médailles de la Royal Society
  - Médaille Copley : Hermann von Helmholtz
  - Médaille royale : Henry Enfield Roscoe, George James Allman

- Médailles de la Geological Society of London
  - Médaille Murchison : William Davies
  - Médaille Wollaston : Philip de Malpas Grey Egerton

## Naissances

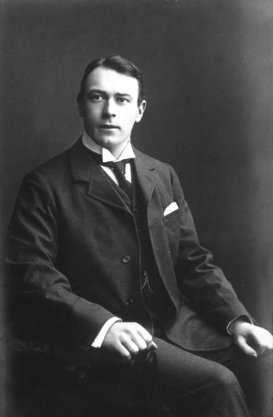
Thomas Andrews

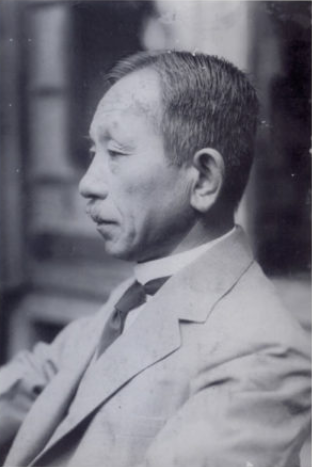
Sunao Tawara

- 2 janvier : Anton Pannekoek (mort en 1960), astronome, astrophysicien et militant communiste néerlandais.
- 7 février : Thomas Andrews (mort en 1912), architecte naval britannique.
- 8 février : Edvard Hugo von Zeipel (mort en 1959), astronome suédois.
- 12 février : Barnum Brown (mort en 1963), paléontologue américain.
- 15 février : Hans Karl August Simon von Euler-Chelpin (mort en 1964), biochimiste suédois.
- 19 février : John R. Swanton (mort en 1958), anthropologue américain.
- 29 mars : Tullio Levi-Civita (mort en 1941), mathématicien italien, spécialiste du calcul tensoriel et de la théorie de la relativité.
- 10 avril : Frank Wild (mort en 1939), explorateur britannique.
- 22 avril : Friedrich Wilhelm Freiherr von Bissing (mort en 1956), égyptologue et professeur allemand.
- 13 mai : Henri Hérissey (mort en 1959), chimiste et pharmacien français.
- 17 mai : Frederick Hanley Seares (mort en 1964), astronome américain.
- 7 juin : Franz Weidenreich (mort en 1948), médecin, anatomiste et paléoanthropologue allemand.
- 11 juin : Adolphe Javal (mort en 1944), médecin et écrivain français.
- 29 juin : Leo Frobenius (mort en 1938), ethnologue et archéologue allemand.
- 5 juillet : Sunao Tawara (mort en 1952), physiologiste japonais.
- 1er septembre :
  - Carl Östen Emanuel Bergstrand (mort en 1948), astronome suédois.
  - Marcel Dehalu (mort en 1960), astronome belge.
- 10 septembre : Michel Giacobini (mort en 1938), astronome français.
- 30 septembre : Edwin Bingham Copeland (mort en 1964), botaniste et agronome américain.
- 8 octobre : Ejnar Hertzsprung (mort en 1967), chimiste et astronome danois.
- 9 octobre : Karl Schwarzschild (mort en 1916), astronome et physicien allemand.
- 17 octobre : René Martial (mort en 1955), médecin français.
- 24 octobre : Edmund Taylor Whittaker (mort en 1956), mathématicien et historien des sciences britannique.
- 28 octobre : Karl Sundman (mort en 1949), astronome et mathématicien finlandais.
- 5 novembre : Marc Tiffeneau (mort en 1945), chimiste, pharmacologiste et médecin français.
- 15 novembre : Sara Josephine Baker (morte en 1945), médecin et hygiéniste américaine.
- 20 novembre : William Coblentz (mort en 1962), physicien américain.
- 25 novembre : Pierre Lacau (mort en 1963), jésuite, égyptologue et philologue français.
- 8 décembre : Albert Howard (mort en 1947), agronome et botaniste anglais.
- 24 décembre : Charles Gabriel Seligman (mort en 1940), anthropologue, médecin et chercheur britannique.
- 29 décembre : Carl Lampland (mort en 1951), astronome américain.

## Décès

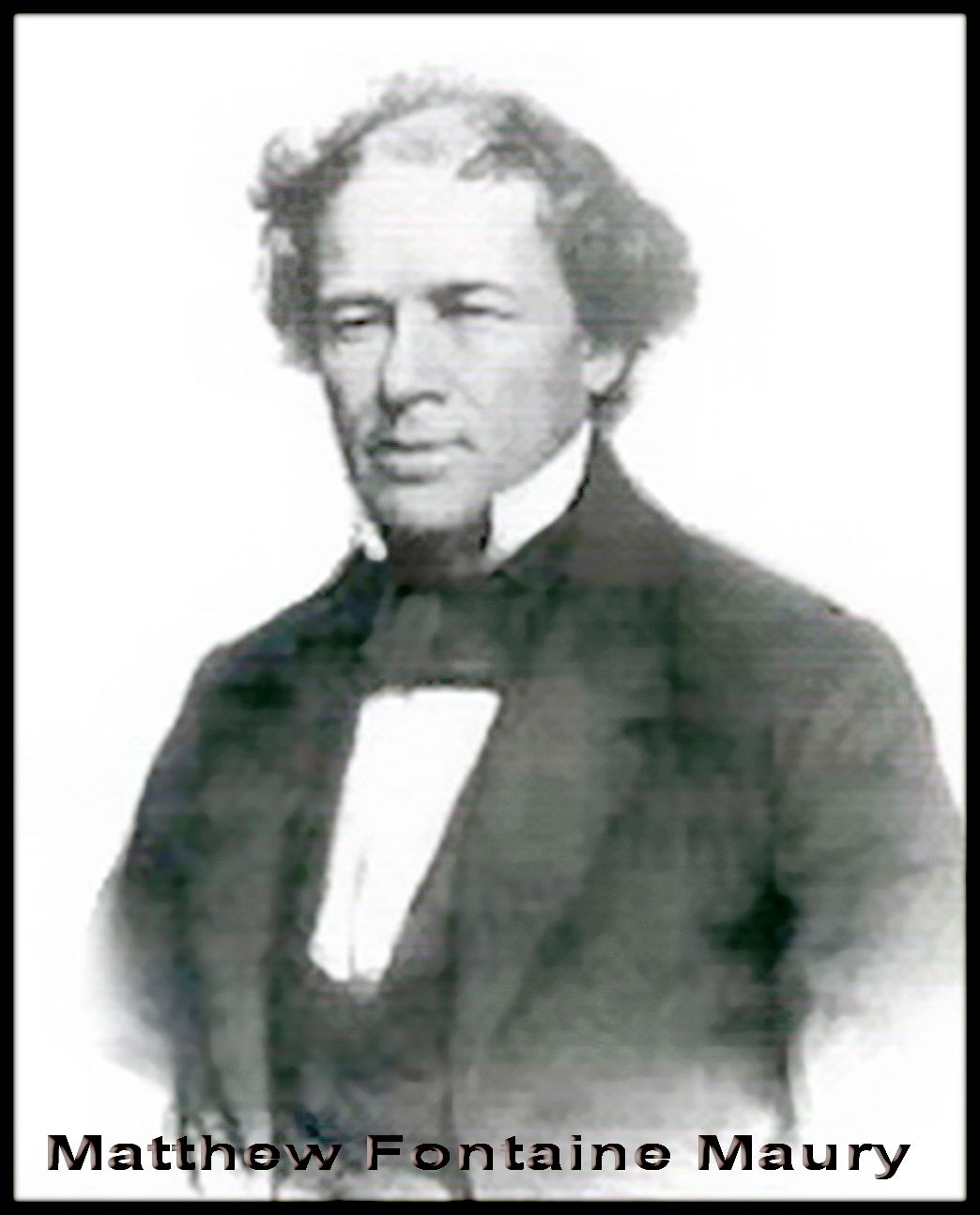
Matthew Fontaine Maury

- 27 janvier : Adam Sedgwick (né en 1785), géologue britannique.
- 1er février : Matthew Fontaine Maury (né en 1806), officier de la United States Navy qui a grandement influencé l’astronomie, l’océanographie, la météorologie et la géologie modernes.
- 5 mars : Bernard-Jacques-Joseph-Maximilien de Ring (né en 1799), archéologue, dessinateur et historien franco-allemand.
- 10 mars : John Torrey (né en 1796), médecin, chimiste et botaniste américain.
- 2 avril : Binet de Sainte-Preuve (né en 1800), mathématicien et physicien français.
- 9 avril : George Gibbs (né en 1815), géologue et ethnologue américain.
- 11 avril : Christopher Hansteen (né en 1784), astronome et physicien norvégien.
- 16 avril : Arcisse de Caumont (né en 1801), historien et archéologue français.
- 18 avril : Justus von Liebig (né en 1803), chimiste allemand.
- 8 mai : John Stuart Mill (né en 1806), philosophe, logicien et économiste britannique.
- 29 mai : Édouard de Verneuil (né en 1805), paléontologue français.
- 4 juillet : Johann Jakob Kaup (né en 1803), naturaliste allemand.
- 20 septembre : Giovanni Battista Donati (né en 1826), astronome italien.
- 23 septembre : Jean Chacornac (né en 1823), astronome français.
- 8 octobre : Antoine François Passy (né en 1792), homme politique, géologue et botaniste français.
- 17 octobre : Robert McClure (né en 1807), officier irlandais, explorateur de l'Arctique.
- 29 octobre : Ernest Feydeau (né en 1821), écrivain et archéologue français.
- 4 novembre : Temple Chevallier (né en 1794), homme d'église, astronome et mathématicien britannique.
- 11 novembre : Charles-Auguste Yvart (né en 1798), vétérinaire français.
- 26 novembre : Karl Friedrich Naumann (né en 1797), géologue allemand.
- 28 novembre : Caterina Scarpellini (née en 1808), astronome.
- 14 décembre : Louis Agassiz (né en 1807), zoologiste et géologue américano-suisse.
- 24 décembre : Johns Hopkins (né en 1795), homme d'affaires et philanthrope américain.
- 27 décembre : Edward Blyth (né en 1810), zoologiste britannique.